# Unterseeboot 252
Le Unterseeboot 252 (ou U-252) est un sous-marin allemand (U-Boot) de type VII.C utilisé par la Kriegsmarine (marine de guerre allemande) pendant la Seconde Guerre mondiale

## Historique
Mis en service le 4 octobre 1941, l'Unterseeboot 252 reçoit sa formation de base à Danzig en Pologne au sein de la 6. Unterseebootsflottille jusqu'au 31 mars 1942, puis l'U-252 intègre sa formation de combat à Saint-Nazaire toujours avec la 6. Unterseebootsflottille, port qu'il n'atteindra jamais. 
L'Unterseeboot 252 effectue une patrouille dans laquelle il coule un navire marchand ennemi de 1 355 tonneaux au cours des dix-neuf jours en mer.
Il réalise sa première patrouille, du port d'Heligoland le 30 mars 1942 sous les ordres du Kapitänleutnant  Kai Lerchen. Après seize jours de mer et un navire marchand coulé de 1 355 tonneaux, l'U-252 est coulé à son tour le 14 avril 1942 à 22 h 30 dans l'Atlantique Nord au sud-ouest de l'Irlande à la position géographique approximative de 47° 00′ N, 18° 14′ O par des charges de profondeur lancées du sloop britannique HMS Stork et de la corvette britannique HMS Vetch.
Les 44 membres d'équipage meurent dans cette attaque.

## Affectations successives
- 6. Unterseebootsflottille à Danzig du 4 octobre 1941 au 31 mars 1942 (entrainement)
- 6. Unterseebootsflottille à Saint-Nazaire du 1er avril au 14 avril 1942 (service actif)

## Commandement
- Günter Schiebusch du 4 octobre au 20 décembre 1941
- Kapitänleutnant Kai Lerchen du 21 décembre 1941 au 14 avril 1942

Nota: Les noms de commandants sans indication de grade signifie que leur grade n'est pas connu avec certitude à notre époque (2013) à la date de la prise de commandement

## Patrouilles
|       | Commandant         | Départ       | Départ     | Arrivée       | Arrivée    | Jours     | Succès  |
| ----- | ------------------ | ------------ | ---------- | ------------- | ---------- | --------- | ------- |
|       | Kptlt. Kai Lerchen | 26 mars 1942 | Kiel       | 28 mars 1942  | Heligoland | 3 jours   |         |
| 1     | Kptlt. Kai Lerchen | 30 mars 1942 | Heligoland | 14 avril 1942 | Coulé      | 16 jours  | 1 355   |
| Total | Total              | Total        | Total      | Total         | Total      | 119 jours | 1 355 t |

Note : Kptlt. = Kapitänleutnant

## Navires coulés
L'Unterseeboot 252 a coulé un navire marchand ennemi de 1 355 tonneaux au cours de l'unique patrouille (16 jours en mer) qu'il effectua.
| Date         | Nom du navire | Nationalité | Tonnage | Fait  |
| ------------ | ------------- | ----------- | ------- | ----- |
| 9 avril 1942 | Fanefjeld     | Norvège     | 1 355   | Coulé |

### Source et bibliographie
- (en) Cet article est partiellement ou en totalité issu de l’article de Wikipédia en anglais intitulé « German submarine U-252 » (voir la liste des auteurs).
- Chris Bishop, historien militaire (trad. de l'anglais par Christian Muguet), Les sous-marins de la Kriegsmarine : 1939-1945 : le guide d'identification des sous-marins [« The spellmount submarine identification guide : Kriegsmarine U-boats 1939-1945 »], Paris, Éd. de Lodi, 2008, 192 p. (ISBN 978-2-84690-327-1, OCLC 470721805, BNF 41298980)